# Acis (god)

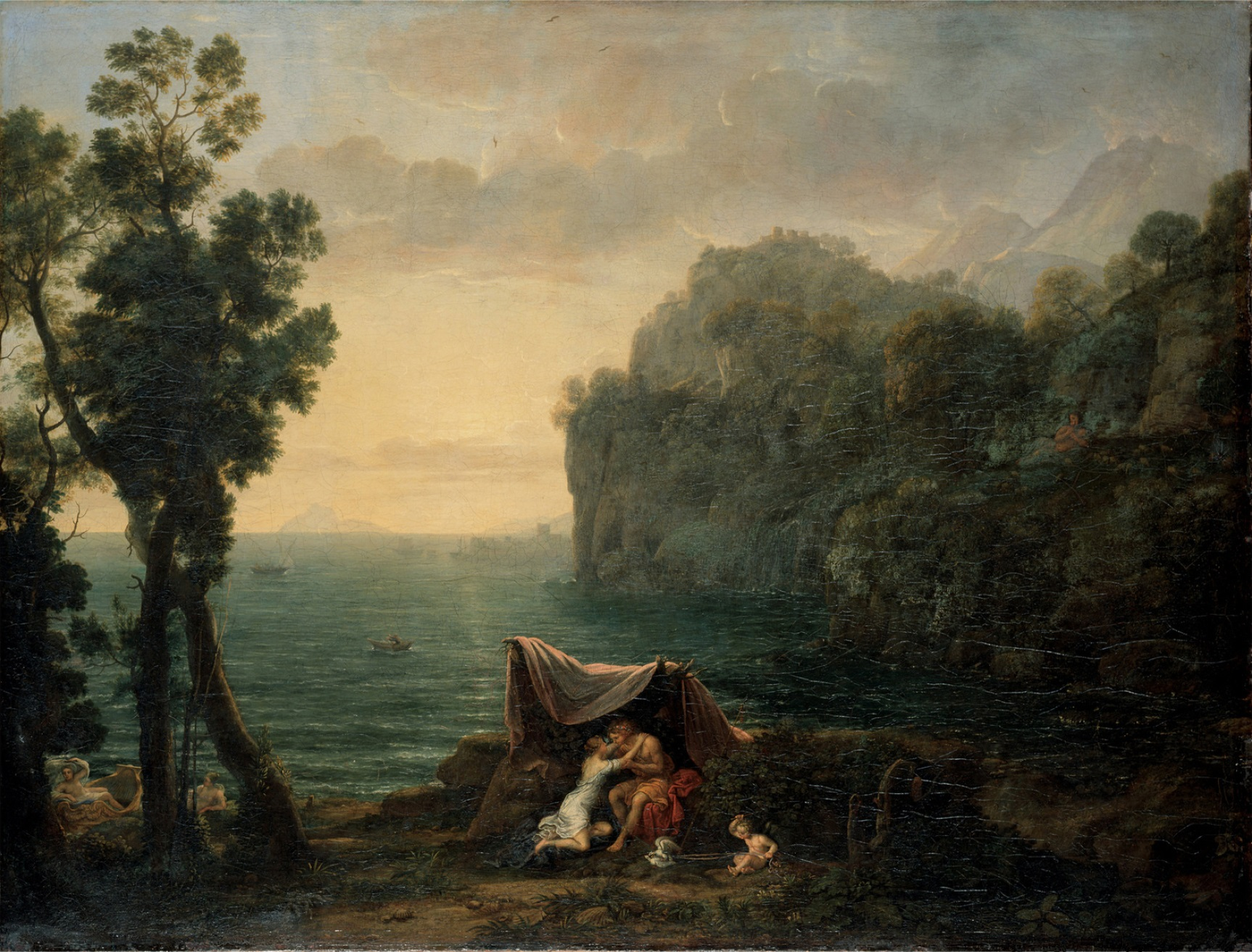
Schilderij met de riviergod Acis.

In de Griekse mythologie is Acis een riviergod, de zoon van Dionysos. Hij was oorspronkelijk een Siciliaanse jongeman, die verliefd werd op de nimf Galatea. De cycloop Polyphemus vermoordde hem uit jaloezie door hem te verpletteren onder een rotsblok, waarna Galatea Acis' bloed veranderde in een rivier. Aldus wordt de naam van de rivier de Acis in Sicilië verklaard.

## Gerelateerde onderwerpen
- Lijst van Griekse goden